# スヴェタ・アナ
スヴェタ・アナ(Sveta Ana)は、スロベニアの市である。スロベニア丘陵の北部に位置している。伝統的な地方区分におけるシュタイエルスカ地方にある基礎自治体であり、スロベニアの統計上の地方区画ではドラヴァ地方に含まれている。市庁はスヴェタ・アナ・ウ・スロヴェンスキフ・ゴリツァフに置かれている。
市庁のある集落名の「スヴェタ・アナ・ウ・スロヴェンスキフ・ゴリツァフ」の意味は「スロベニア丘陵の聖アンナ」である。スヴェタ・アナでは聖アンナの日である7月26日を市の祝日としており、その前の一週間を聖アンナ週間として多くのイベントが開催されている。

## 歴史
1693年から1705年にかけて、スヴェタ・アナ・ウ・スロヴェンスキフ・ゴリツァフの集落のŠčavnica(en:Ščavnica)川を見下ろす丘の上に市名の由来にもなっている聖アンナ教会が建てられた。この教会建屋はファサード中央の鐘楼が特徴的であり、2010年にスロベニアの文化遺産に登録されている。また、市章にもこの教会建屋が描かれている。
スヴェタ・アナの領域は1850年に当時のオーストリア帝国当局によって自治体として指定された。ユーゴスラビア王国時代の1934年には周囲の小規模な自治体がスヴェタ・アナ・ウ・スロヴェンスキフ・ゴリツァフ市として統合されたが、ユーゴスラビア社会主義連邦共和国時代の1955年にはZgornja ŠčavnicaとLokavecの2つの自治体に分割、改称されレナルト市に編入された。Zgornja Ščavnicaは1993年の住民投票で自治体の名称を再度スヴェタ・アナ・ウ・スロヴェンスキフ・ゴリツァフに改称し、その後1998年にスヴェタ・アナ・ウ・スロヴェンスキフ・ゴリツァフとLokavecが再度レナルト市から独立、合併して現在のスヴェタ・アナ市となった。
2020年1月1日にマリボルおよびレナルトを中心としたシュタイエルスカ地方の18の自治体によってマリボル共同市政が設立され、スヴェタ・アナも共同市政に参画している。

## 集落
スヴェタ・アナには12の集落があり、市庁の置かれたスヴェタ・アナ・ウ・スロヴェンスキフ・ゴリツァフの他、以下の集落が含まれる。
- Dražen Vrh (en:Dražen Vrh, Sveta Ana)
- Froleh (en:Froleh)
- Kremberk (en:Kremberk)
- Krivi Vrh (en:Krivi Vrh)
- Ledinek (en:Ledinek)
- Lokavec (en:Lokavec, Sveta Ana)
- Rožengrunt (en:Rožengrunt)
- Zgornja Bačkova (en:Zgornja Bačkova)
- Zgornja Ročica (en:Zgornja Ročica)
- Zgornja Ščavnica (en:Zgornja Ščavnica)
- Žice (en:Žice)